# منتجات حرجية غير خشبية

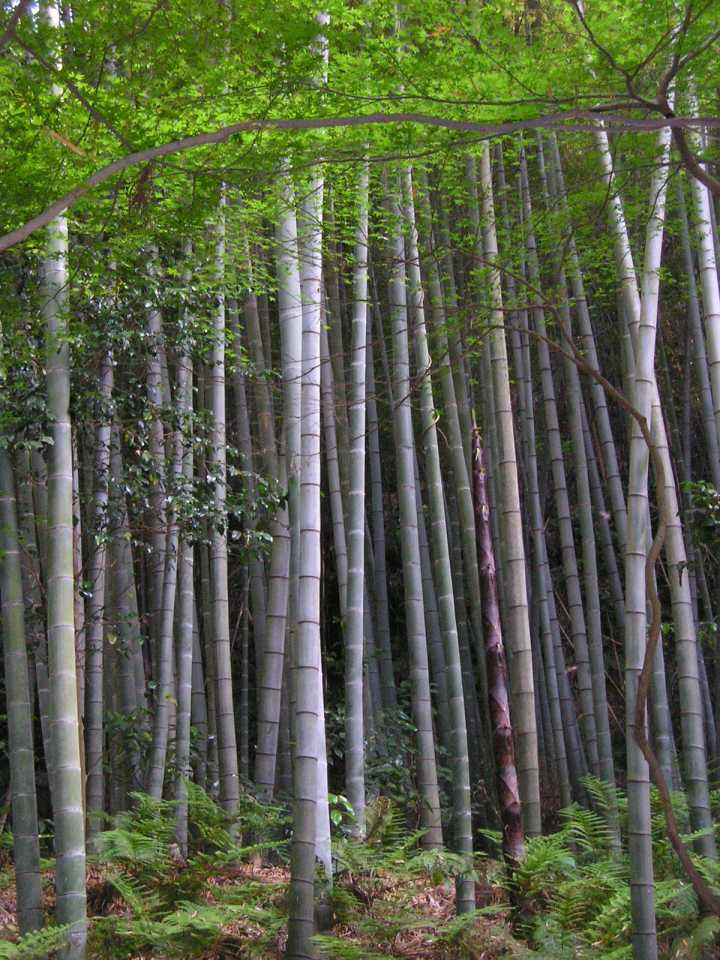

المنتجات الحرجية غير الخشبية (بالإنجليزية: Non-timber forest product)‏ (NTFP) هي أي من المواد أو السلع المفيدة التي يتم الحصول عليها من الغابات والتي لا تتطلب قطع الأشجار. وهو يشمل حيوانات الصيد والفراء والمكسرات والبذور والثمار التوتية والفطر والزيوت وأوراق الشجر والنباتات الطبية ووقود حطبي والعلف والسمك والبهارات الخ.

## شرح
يوجد مجموعة متنوعة من المنتجات الحرجية منها الفطر والسرخس وشتل النباتات وأكواز البذور والطحالب والمكسرات والقيقب والفلين والقرفة والمطاط وزيوت الأشجار والجنسنغ والراتنج. تعرف وكالة الحراج البريطانية منتجات الحرجية غير الخشبية بأي «مصادر حيوية توجد في الأراضي الخشبية ماعدا الخشب». تجمع المنتجات الحرجية في تصنيفات مثل الأزهار، الزخارف، النباتات الطبية، أطعمة، نكهات وروائح، خيوط، العصارات والراتنج.

## الاستخدام
تختلف الاستفادة من المنتجات الحرجية غير الخشبية حول العالم، حيث يأخذ الناس منها كمورد للعيش أو للعادات وتقاليد العائلة أو تدفئة المنزل والطبخ وإطعام الحيوانات ومواد للطب التقليدي والتعلم بشكل عملي.